# Igreja de São João Batista dos Militares
A Igreja de São João Batista dos Militares é um templo de devoção católica da cidade brasileira de Olinda, no estado de Pernambuco.
O prédio primitivo data da segunda metade do século XVI, construído em estilo maneirista. Serviu como a primeira moradia dos monges beneditinos no estado de Pernambuco sendo utilizada como ermida em 1586. Foi um dos poucos edifícios que sobreviveram ao incêndio da cidade ateado pelos invasores holandeses em 1631, provavelmente por se situar fora do centro urbano. Entre 1656 e 1669 serviu de Matriz, durante a reconstrução da Sé de Olinda, e depois caiu em um período de abandono. Em 1695 foi cedida para a Irmandade de São João Batista dos Militares, e passou por uma importante restauração no início do século XVIII que acrescentou elementos barrocos à fachada, especialmente um frontão curvilíneo, além de serem abertas duas novas entradas ladeando a porta central, que permaneceram até meados do século XX. O prédio chegou a ser consumido por um incêndio em 1773, perdendo-se todo o seu interior e provocando grandes danos à sua estrutura, mas foi logo recuperado.
Nos anos 1940-50 o IPHAN realizou obras de conservação e devolveu o edifício à sua conformação maneirista primitiva, e até os anos 1970 a igreja desempenhou importante papel na vida religiosa local. Nos anos 1990 já estava outra vez se arruinando por falta de cuidados, e chegou a ser interditada. Foi organizado um projeto de restauro e requalificação do imóvel como centro de aprendizagem de informática, mas ele não foi levado a cabo graças à Cúria Metropolitana, pois o templo passaria a ser usado para uma finalidade totalmente contrária a que fora construído. Por falta de verba, a pequena igreja permaneceu em estado deplorável, e em 2009 seu telhado desabou. Finalmente foi então aprovado um outro projeto de restauro organizado pelo IPHAN em parceria da Prefeitura Municipal de Olinda, recuperando suas estruturas, e voltando a ser utilizada pela comunidade católica.